# 帳合米商
帳合米商（ちょうあいまいあきない）は、江戸時代に行われていた米取引の形態である。

## 概要
現物の米（実際は米切手）のやりとりを行う正米商に対し、帳合米商は、米相場の変動によって生じた差金の受け渡しとそれに伴う帳簿の記帳（帳合）のみを行った（空米相場）。
江戸幕府は元来こうした実物を伴わない取引を不実なものとして度々禁止していたが、享保15年（1730年）に大坂の堂島米会所にてこれを許し、続いて5年後に大津の御用米会所でもこれを許した。その他に幕府の支配が及ばない大名領の米の集積地であった下関（長州藩）や松坂（紀州藩飛地）、桑名（桑名藩）でも行われていた。
堂島米会所を例に挙げると、1年を3季に分け、建物米と呼ばれる架空の売買基準銘柄を設定する。建物米の売買単位は100石で、各季の最終日にあたる限市（げんいち）/限日（げんじつ）を区切りとして決算された。